# A Jury of Her Peers
A Jury of Her Peers ist ein US-amerikanischer Kurzfilm von Sally Heckel aus dem Jahr 1980.

## Handlung
Eine Farm um 1900: Mr. Hale will in Begleitung seines Sohnes Harry dem Farmer John Burke ein Telefon verkaufen, doch trifft er nur dessen Frau Minnie im Haus an. Sie sitzt ruhig auf ihrem Stuhl und berichtet ihm, dass John Burke tot sei. Tatsächlich liegt seine Leiche, mit einem Strick erwürgt, im Bett. Minnie hat neben ihm geschlafen, als die Tat geschah.
Einige Tage später erscheinen Sheriff Mr. Peters, seine Frau, Minnies Nachbarin Mrs. Hale sowie Mr. Hale und der Bezirksstaatsanwalt Mr. Cook auf Burkes Farm, um den Tatort zu besichtigen. Minnie Burke ist in Arrest, da ihr der Mord an ihrem Ehemann vorgeworfen wird. Mrs. Hale kannte Minnie und hat sie unregelmäßig gesehen. Mrs. Peters sah sie bei ihrer Verhaftung zum ersten Mal. Beide wollen Minnie Sachen ins Gefängnis mitnehmen. Während die Männer den Tatort besichtigen, suchen Mrs. Hale und Mrs. Peters Minnies Sachen zusammen. Sie sollen den Männern melden, wenn sie etwas für den Fall Wichtiges finden. Neben Kleidung, einem Schleier und einem Schal beschließen die Frauen, Minnie auch ihre Nähsachen mitzunehmen, quiltete sie doch. Im Gespräch macht Mrs. Hale deutlich, dass John Burke zwar ein rechtschaffener, aber auch sehr harter Mann war, mit dem es Minnie nicht leicht hatte.
Mrs. Peters findet in der Küche einen leeren Vogelkäfig, dessen Tür gewaltvoll zerstört wurde. Beide Frauen glauben, dass Minnie sich einen Kanarienvogel gehalten hat, den vielleicht die Katze geholt hat. Mrs. Hale findet in Minnies Handarbeitssachen eine Kiste, in der ein toter Kanarienvogel liegt. Ihm wurde der Hals umgedreht, um ihn verstummen zu lassen, wie auch John Burke die einst fröhliche Minnie immer mehr zum Verstummen gebracht hatte. Mrs. Hale vermutet, dass John Burke den Vogel umbrachte, was Minnie wiederum zum Mord an ihrem Mann veranlasste. Beide Frauen verraten den Männern, denen das Motiv zur Tat fehlt, nichts vom toten Vogel, den Mrs. Hale an sich nimmt. Die Gruppe verlässt schließlich die Farm.

## Produktion
A Jury of Her Peers wurde von April bis Mai 1977 in Petersburgh, New York, gedreht. Die Kostüme schuf Louise Martinez, die Filmbauten stammen von Jeanne McDonnell.
Der Film beruht auf der gleichnamigen Kurzgeschichte von Susan Glaspell aus dem Jahr 1917; diese wiederum schrieb Glaspell basierend auf ihrem eigenen Einakter Trifles, der im Vorjahr erschienen war. Im Gegensatz zur literarischen Vorlage wurden im Film Figuren umbenannt, so wurde aus der Familie Wright die Familie Burke und aus Anwalt Henderson Anwalt Cook.
A Jury of Her Peers lief auf zahlreichen Filmfestivals, darunter dem London Film Festival (1980), auf der Internationalen Filmwoche Mannheim (1980) sowie dem Telluride Film Festival (1981).

## Auszeichnungen
A Jury of Her Peers wurde 1981 für einen Oscar in der Kategorie Bester Kurzfilm nominiert.